# Euapta
Euapta is een geslacht van zeekomkommers uit de familie Synaptidae.

## Soorten
- Euapta godeffroyi (Semper, 1868)
- Euapta lappa (J. Müller, 1850)
- Euapta magna Heding, 1928
- Euapta tahitiensis Cherbonnier, 1955